# Martin Jágr
Martin Jágr (Praga, 29 settembre 1979) è un ex rugbista a 15 ceco, attivo in carriera nel ruolo di tre quarti ala.

## Biografia
Proveniente dallo Sparta Praga, con cui esordì nel 1998 nel campionato ceco, trascorse una stagione in Galles al Pontypool prima di trasferirsi in Francia, Paese nel quale ha sviluppato gran parte della sua carriera professionistica.
Nel 2001 al Tolone all'epoca in Pro D2, la seconda divisione francese, Jágr, ribattezzato dai tifosi jaguar ("giaguaro") si impose come miglior realizzatore di mete del campionato nelle stagioni 2005-06 e 2007-08, imprese che coincisero con altrettante promozioni della squadra in Top 14; rimase a Tolone fino al 2009, quando giunse la cessione al Bordeaux-Bègles, che ingaggiò Jágr con un biennale.
Nel 2011, al termine dell'accordo con la squadra girondina, giunse il trasferimento al Mont-de-Marsan, sempre in Pro D2.
A livello internazionale Jágr rappresenta la Repubblica Ceca, per la quale esordì a Praga nel 2003 contro la Georgia nel corso del campionato europeo 2002-04; fino al 2006 disputò 8 incontri, poi si dichiarò indisponibile per la Nazionale per via degli impegni francesi.
Terminato il contratto con il Mont-de-Marsan, Jágr ha abbandonato il rugby professionistico e dal 2014 milita nel RC Hyères-Carqueiranne (Varo) in Fédérale 1 (terza divisione nazionale).

## Palmarès
- Campionato ceco di rugby a 15: 2
Sparta Praga: 1997-98, 1998-99